# Айгі Геннадій Миколайович
Генадій Айгі (1934—2006) — чуваський і російський поет та перекладач.

## Біографія
Геннадій Миколайович Айгі народився 21 серпня 1934 р. в селі Шаймурзіно в Чувашії. До 1969 р. носив прізвище Лісин, яке його батько, сільський вчитель, перекладач Олександра Пушкіна на чуваську мову, отримав за радянських часів в процесі русифікації. Дід Айгі по материнській лінії був останнім в селі жерцем. Один з предків поета вимовляв чуваське слово «хайхі» («он той»), опускаючи початковий звук, — так виникло сімейне прізвисько «Айгі», що стало згодом для поета «програмним художнім ім'ям».
Геннадій Айгі почав писати вірші по-чуваськи, на нього вплинули М. Сеспель (1899—1922) і П. Хузангай (1907—1970). З 1949 р. друкувався в чуваській періодиці. У 1949—1953 рр. вчився в Батиревськом педагогічному училищі, в 1953 р. за порадою Хузангая поступив в Літературний інститут ім. Горького, де займався в семінарі М. Свєтлова.
У 1958 р. вийшла його перша книга віршів на чуваській мові, і в тому ж році він був виключений з інституту «за написання ворожої книги віршів, що підриває основи методу соціалістичного реалізму». Рік потому отримав диплом інституту, представивши до захисту переклади. Велике значення для Г. М. Айгі мали зустрічі з Б. Л. Пастернаком, що порадив молодому поетові перейти на російську мову. Оселившись в Москві, Айгі в 1961—1971 рр. працював в Державному музеї В. В. Маяковского старшим бібліографом, завідувачем ізосектором. Геннадій Айгі склав повний опис іконографії Маяковського, брав участь в організації виставок К. Малевіча, В. Татліна й інших майстрів російського авангарду.
З 1972 р. займається виключно літературною працею, поєднуючи поетичну творчість з перекладацькою роботою й упорядництвом збірників. У 1968 р. випустив в перекладі чуваською мовою антологію «Поети Франції», де представлені вірші 77 авторів 15-20 ст. (удостоєна в 1972 р. премії Французької Академії). У 1974 р. випустив антологію «Поети Угорщини», в 1987 р. — «Поети Польщі». Складена Геннадієм Айгі з його передмовою антологія чуваської поезії виходила в перекладах на угорську, італійську й англійську мови.
Довгий час російські вірші Геннадія Айгі друкувалися тільки за кордоном. Перша велика книга «Вірші 1954—1971» вийшла в 1975 р. в Мюнхені; у 1982 р. паризьке видавництво «Синтаксис» випустило збірку віршів Айгі «Відзначена зима». З 1962 р. його вірші стали публікуватися в перекладах іноземними мовами — спочатку в періодиці, а з 1967 р. книжковими виданнями в Чехословаччинні, ФРН, Швейцарії, Франції, Англії й інших країнах.
З 1987 р. Геннадій Айгі почав друкуватися на батьківщині, в 1991 р. вийшла перша в Росії книга його віршів «Тут». У 1990 р. він був удостоєний Державної премії Чувашії ім. К. В. Іванова, в 1994 р. став народним поетом Чувашії. У 1997 р. в Чебоксарах відбулася міжнародна конференція, присвячена творчості поета, — своєрідний з'їзд «айгістів» усього світу. У 2000 р. Геннадій Айгі став першим лауреатом Пастернаковської премії. Серед його міжнародних нагород — європейська премія імені Петрарки (1993), звання Командора Ордена мистецтв і літератури (Франція, 1998).
Коли йому виповнилося 60 років, в його рідній Чувашії, де в радянські роки він боявся навіть і з'явитися, бо його ім'я було там буквально під забороною, влаштували пишні і досить, як повелося, позбавлені смаку врочистості. Айгі потім розповідав: "Підходить там до мене один діяч з міської адміністрації і говорить: «Геннадію Миколайовичу, у нас ось тут в місті є вулиця Дзержинського, а ми давно збираємося її якось перейменувати. Як би ви віднеслися до того, щоб дати вулиці Ваше ім'я?» Айгі зніяковів і сказав: «Ну, не знаю. Якось це дивно. Адже я ніби живий ще». — «Так ми ж не поспішаємо. Ми ж не завтра збираємося це робити. Це я так, взагалі».
Геннадій Айгі помер 21 лютого 2006 року. Багато років він був одним з живих символів російської неофіційної поезії. Поетична доля його склалася так, що на батьківщині його знало й цінувало лише достатньо вузьке коло любителів поезії. На Заході ж він довгі роки був мало не найвідомішим поетом свого покоління. Нобелівської нагороди він не дочекався, але вона неодноразово була від нього на відстані витягнутої руки.

## Творчість
Поезія Айгі близько двадцяти років залишалася невідомою російському читачеві. Проте, в ті ж роки, вірші поета перекладалися на ряд європейських мов і отримали ґрунтовну оцінку багатьох літературних дослідників.
У СРСР, головним чином, була відома діяльність Айгі як перекладача російської, французької, угорської і польської поезії на чуваську мову і його зусилля з пропаганди чуваської літератури в інших країнах (у Польщі, Угорщині, особливо у Франції).
Новаторська творчість Айгі явно вибивається з контексту радянської літератури другої половини 20 століття. Роман Якобсон назвав його «екстраординарним поетом сучасного російського авангарду». Саме Геннадій Айгі в сучасній поезії представляє не модерністський і не постмодерністський, а власне авангардний напрям (ще одним носієм якого є Віктор Соснора). Своїми творчими попередниками Геннадій Айгі вважав Велимира Хлєбникова, Володимира Маяковського, Казимира Малевича, що збудили в ньому прагнення «гранично загострювати поетичну мову».
У поезії Геннадія Айгі органічно здійснився перехід до верлібру, який Юрій Тинянов передбачав для російської поезії ще в середині 1920-х років. Вільний вірш Айгі начисто позбавлений відтінку «експериментальності», це не ускладнення вірша метричного, а первородна форма поезії, що досягає деколи граничної простоти в «мінімалістських» творах автора. Геннадій Айгі надає велике значення поетичній графіці: оформлення текстової сторінки входить в художню структуру твору.
Читаючи вірші Айгі, ми не усвідомлюємо відмінності чужої поетичної традиції. Будучи чувашем, Айгі явно не обтяжений багаторічною і міцною традицією російської поезії — перш за все ідейною, раціональною, цивільно направленою, зрощеною з представленням класичного російського вірша і відповідної поетики. Він також абсолютно спонтанно і неупереджено засвоїв найкращі риси сучасної французької поезії, заснованої на фантазії, своєрідній логіці сну і вільному образному мисленні.

### Основні твори
- Вірші 1954—1971 (збірка віршів)
- Позначена зима (збірка віршів)
- Поети Франції XV—XX ст. чуваською мовою (антологія)

## Примітка
1. 1 2 3  Deutsche Nationalbibliothek Record #119227002 // Gemeinsame Normdatei — 2012—2016.
2. 1 2  Bibliothèque nationale de France BNF: платформа відкритих даних — 2011.
3. ↑  З української перекладав вірші Івана Неходи, Василя Швеця.